# Ламон (остров)
Ламон — малый остров архипелага Земля Франца-Иосифа, Приморский район Архангельской области России.
Является самым южным островом архипелага. Длина 1,3 км.
Назван в честь шотландского исследователя Арктики Джеймса Ламонта.

## География
Озёра и реки отсутствуют.

## Прилегающая акватория
Остров омывается Баренцевым морем. Прибрежные воды достигают глубины 20 метров. Расположен в открытом море.

## Ближайшие острова
- Остров Вильчека
- Рифы Эскимосские